# Дівчина онлайн
«Дівчина онлайн» (англ. Girl Online) — дебютний роман британської ютуберки, письменниці та фешн-блогерки Зої Заґґ 2014 року. У творі йдеться про життя шістнадцятирічної дівчинки Пенні, яка захоплюється мистецтвом фотографії і веде свій блог, який згодом починає привертати до себе увагу багатьох людей.

## Синопсис
Життя підлітків доволі непросте, наповнене розчаруваннями, зневірою, поганими взаєминами з однолітками й іншими проблемами. Пенні Портер стикається із цими й ще багатьма неприємними ситуаціями. У неї є найкращий друг Еліот і дружня сім'я, проте дівчина не про все може розповісти батькам. Пенні розпочинає вести свій блог в Інтернеті під ніком «Дівчина Онлайн». Всі свої думки, переживання та емоції Портер висвітлює віртуальним читачам.
Згодом дівчина із сім'єю та Еліотом переїжджають до Нью-Йорка на Різдво. Саме там Пенні спіткає перше кохання. Із хлопцем Ноєм, рок-музикантом, головна героїня проживає надзвичайно романтичний й чарівний період. Пізніше доля дівчині буде підносити нові сюрпризи.

## Ідея
Зої Заґґ написала роман «Дівчина онлайн» для тих, хто завжди підтримує, цінує і захоплюється її роботою. Сама авторка на початку твору зазначає:
|  | Я хочу присвятити мою книгу всім, завдяки кому здійснився цей задум. Людям, підписаним на мій канал, тим, хто дивився мої відео і читав блог, незважаючи на те, чи це було в 2009-му чи вчора. Ваша підтримка для мене — цілий світ. Немає таких слів, якими можна описати, як сильно я люблю кожного з вас — без вас не було б книжки, яку ви тримаєте у руках. |

Письменниця хоче показати всім читачам, що все-таки справжнє життя триває не онлайн, а поза межами Інтернету. Всі проблеми людей, які ми бачимо в соцмережах вирішуються в реальному часі. Незважаючи на це, Зоя Заґґ підкреслює, що блог може стати способом самовираження, адже віртуальні люди стають доволі рідними й цінними.
У книзі зображений зовсім новий погляд на існування й вирішення звичайних підліткових проблем. Авторка хоче донести до всього суспільства, що бути самим собою, висловлювати власну думку й робити все, що забажає душа — це неймовірно, саме це підносить людину й надає їй свіжого подиху.

## Продовження книги
Роман «Дівчина онлайн» був опублікований 25 листопада 2014 року. 20 жовтня 2015 року вийшло продовження «Дівчина онлайн у турне». Третя книга «Дівчина онлайн. Статус: вільна» опублікована 2016 року.